# Código ATC M02
O Código ATC M02 (Produtos tópicos para dores articulares e musculares) é um subgrupo terapêutico da classificação ATC (Anatomical Therapeutic Chemical Classification System), um sistema de códigos alfanuméricos desenvolvido pela Organização Mundial da Saúde (OMS) para classificar medicamentos e outros produtos médicos. O subgrupo M02 faz parte do grupo anatômico M (sistema musculoesquelético).
Os códigos para uso veterinário (códigos ATCvet) podem ser criados colocando a letra Q antes do código ATC para uso humano: por exemplo, QM02. Os códigos ATCvet sem os códigos ATC humanos correspondentes são citados com a letra Q inicial nessa lista. 

## M02A Produtos tópicos para dores articulares e musculares

### M02AA Preparações antiinflamatórias, não esteróides para uso tópico
M02AA01 Fenilbutazona
M02AA02 Mofebutazona
M02AA03 Clofezona
M02AA04 Oxifenbutazona
M02AA05 Benzidamina
M02AA06 Etofenamato
M02AA07 Piroxicam
M02AA08 Felbinaco
M02AA09 Bufexamaco
M02AA10 Cetoprofeno
M02AA11 Bendazaco
M02AA12 Naproxeno
M02AA13 Ibuprofeno
M02AA14 Fentiazaco
M02AA15 Diclofenaco
M02AA16 Feprazona
M02AA17 Ácido niflúmico
M02AA18 Ácido meclofenâmico
M02AA19 Flurbiprofeno
M02AA21 Tolmetina
M02AA22 Suxibuzona
M02AA23 Indometacina
M02AA24 Nifenazona
M02AA25 Aceclofenaco
M02AA26 Nimesulida
M02AA27 Dexketoprofeno
M02AA28 Piketoprofeno
QM02AA99 Preparações antiinflamatórias, não esteróides para uso tópico, associações

### M02ABCapsaicinae agentes semelhantes
M02AB01 Capsaicina
M02AB02 Zucapsaicina

### M02AC Preparações com derivados deácido salicílico
QM02AC99 Preparações com derivados de ácido salicílico, associações

### M02AX Outros produtos tópicos para dores articulares e musculares
M02AX02 Tolazolina
M02AX03 Dimetilsulfóxido
M02AX05 Idrocilamida
M02AX06 Tolperisona
M02AX10 Vários
QM02AX53 Dimetilsulfóxido, associações